# Israelitischer Kalender
Der Israelitische Kalender war ein deutsch- und hebräischsprachiger jüdischer Volkskalender, der von 1926 bis 1930 in Temeschwar (rum. Timișoara) in Großrumänien erschienen ist. Herausgegeben von Samuel Grünwald, enthält der Kalender im kalendarischen Teil den jüdischen Jahreskalender, hierauf eine Auflistung religiöser Bräuche und Vorschriften sowie Auszüge aus dem Talmud, Textauslegungen und Gebete in deutscher und hebräischer Sprache. Als Anhang folgt ein humoristischer Teil. In den späteren Ausgaben wurden auch Gedichte und andere literarische Texte aufgenommen. Im Unterschied zu den zeitgenössischen jüdischen Zeitungen vermied der Israelitische Kalender eine Festlegung auf eine religiöse oder politische Ausrichtung und richtete sich stattdessen an ein breiteres, sowohl traditionell als auch liberal geprägtes Publikum. 